# Nermina Lukac
Nermina Lukac (Montenegro, 5 de janeiro de 1990; em montenegrino Nermina Lukač) é uma atriz sueca. Ela é mais conhecida por seu papel no filme Eat Sleep Die (2012), pelo qual ganhou o Prêmio Guldbagge de Melhor Atriz.

## Filmografia
- 2015: The Prosecutor the Defender the Father and His Son ... Jasna
- 2012: Äta sova dö ... Rasa